# 274
Évszázadok: 2. század – 3. század – 4. század
Évtizedek: 220-as évek – 230-as évek – 240-es évek – 250-es évek – 260-as évek – 270-es évek – 280-as évek – 290-es évek – 300-as évek – 310-es évek – 320-as évek
Évek: 269 – 270 – 271 – 272 –  273 – 274 – 275 – 276 – 277 – 278 – 279

## Események

### Római Birodalom
- Aurelianus császárt és Capitolinust választják consulnak.
- Aurelianus a Gall Császárság ellen indít hadjáratot. Utóbbiban Gallia Belgica kormányzója, Faustinus fellázad, de felkelését gyorsan leverik. A februárban vagy márciusban vívott châlons-i csatában Aurelianus döntő győzelmet arat, I. Tetricus gall császár megadja magát (egyes ókori történetírók szerint Tetricus előre megegyezett a megadásról, csak becsülete megőrzése miatt vívott csatát).
- Aurelianus látványos diadalmenetet tart a birodalom teljes újraegyesítésének örömére. Tetricus és fia szenátori rangot és dél-itáliai kormányzói tisztséget kap.
- Aurelianus 5%-ra emeli az antoninianus pénzérme ezüsttartalmát.
- December 25-én Aurelianus felszenteli Sol Invictus új templomát Rómában. A császár igyekszik elterjeszteni a napkultuszt, amely közös vallási identitást adhatna a birodalom valamennyi lakójának.
- Meghal I. Felix pápa. Utódját, Eutychianust a következő év januárjában választják meg.

### Perzsia
- A zoroasztriánus papság sürgetésére I. Bahrám szászánida király bebörtönözteti Mánit, a manicheizmus alapítóját. Máni rövidesen meghal a börtönében.
- Meghal I. Bahrám király. Utóda fia, II. Bahrám.

## Halálozások
- március 2. – Máni, a manicheizmus alapítója
- december 30. – I. Felix pápa[1]
- I. Bahrám, szászánida király
- Cao Fang, a kínai Vej állam megbuktatott császára

## Fordítás
- Ez a szócikk részben vagy egészben  a(z)   274 című német Wikipédia-szócikk ezen változatának fordításán alapul.  Az eredeti cikk szerkesztőit annak laptörténete sorolja fel. Ez a jelzés csupán a megfogalmazás eredetét és a szerzői jogokat jelzi, nem szolgál a cikkben szereplő információk forrásmegjelöléseként.